# Liste der Biografien/Chac
Liste der Biografien |
Portal Biografien |
Personensuche
# |
A |
B |
C |
D |
E |
F |
G |
H |
I |
J |
K |
L |
M |
N |
O |
P |
Q |
R |
S |
T |
U |
V |
W |
X |
Y |
Z |
?
 
Ca |
Cb |
Cc |
Ce |
Ch |
Ci |
Cj |
Ck |
Cl |
Cm |
Cn |
Co |
Cr |
Cs |
Ct |
Cu |
Cv |
Cw |
Cy |
Cz
 
Cha |
Chb |
Che |
Chh |
Chi |
Chk |
Chl |
Chm |
Chn |
Cho |
Chr |
Cht |
Chu |
Chv |
Chw |
Chy
 
Chaa |
Chab |
Chac |
Chad |
Chae |
Chaf |
Chag |
Chah |
Chai |
Chaj |
Chak |
Chal |
Cham |
Chan |
Chao |
Chap |
Chaq |
Char |
Chas |
Chat |
Chau |
Chav |
Chaw |
Chay |
Chaz
Die Liste der Biografien führt alle Personen auf, die in der deutschsprachigen Wikipedia einen Artikel haben. Dieses ist eine Teilliste mit 50 Einträgen von Personen, deren Namen mit den Buchstaben „Chac“ beginnt.

## Chac

### Chace
- Chace, Jonathan (1829–1917), US-amerikanischer Politiker (Republikanische Partei)
- Chace, Malcolm (1875–1955), US-amerikanischer Tennisspieler
- Chace, Marian (1896–1970), US-amerikanische Tanztherapeutin
- Chacel, Rosa (1898–1994), spanische Schriftstellerin

### Chach
- Chacha, Rosa (* 1982), ecuadorianische Langstreckenläuferin
- Chachaleischwili, Dawit (1971–2021), sowjetischer bzw. georgischer Judoka
- Chachamaru (* 1960), japanischer Gitarrist
- Chachanaschwili, Aleksandre (1866–1912), georgisch-russischer Philologe, Historiker und Hochschullehrer
- Chachaung, Namhae († 24), zweiter König Sillas
- Chachi, Mustafo (1935–1970), usbekischer Kolchosen-Vorsitzender
- Chachkhiani, Vajiko (* 1985), georgischer Künstler
- Chachki, Violet (* 1992), US-amerikanische Dragqueen, Burleske-Tänzerin, Sängerin und ModelViolet Chachki (* 1992)

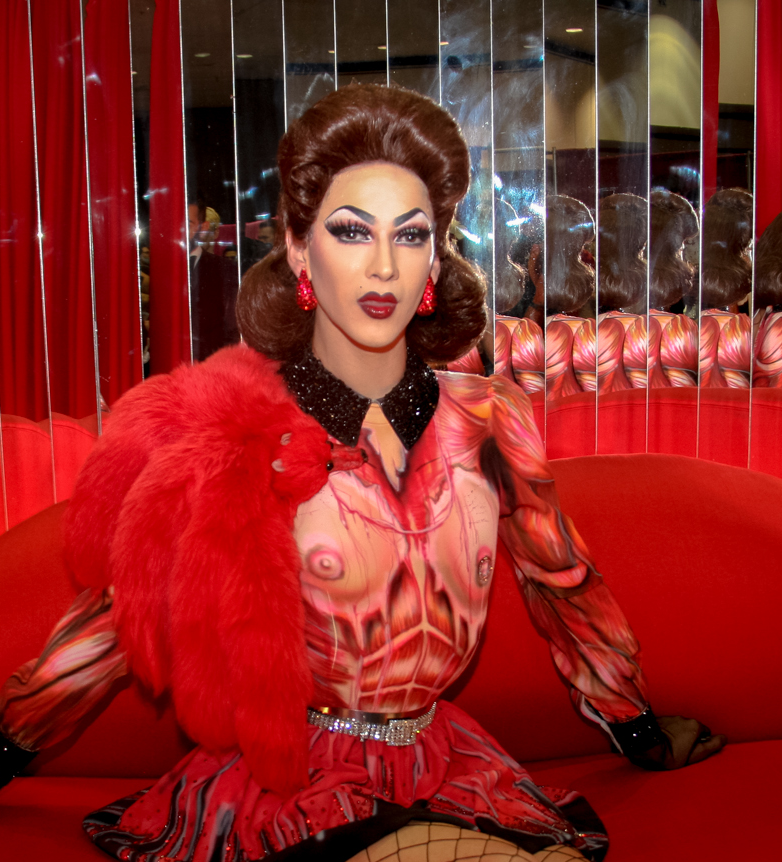
Violet Chachki (* 1992)

- Chachlow, Wenedikt Andrejewitsch (1894–1972), russisch-sowjetischer Geologe und Hochschullehrer
- Chachra, Vishesh, US-amerikanischer Schauspieler

### Chaci
- Chacińska, Agnieszka (* 1969), polnische Molekularbiologin und Hochschullehrerin

### Chack
- Chacksfield, Frank (1914–1995), britischer Pianist, Organist, Komponist und Dirigent im Bereich der Unterhaltungsmusik

### Chaco
- Chacón Carrillo, Jesús Mario (* 1944), mexikanischer Botschafter
- Chacón de Vettori, Cecilia Isabel (* 1971), peruanische Unternehmerin und Politikerin
- Chacón González, Lázaro (1873–1931), guatemaltekischer Präsident
- Chacón Rendón, María Cecilia, bolivianische Politikerin
- Chacon, Alaina (* 1999), US-amerikanische Beachvolleyballspielerin
- Chacón, Alfonso (1530–1599), spanischer Dominikaner, Altertumsforscher, Kirchenhistoriker, Christlicher Archäologe und Zeichner
- Chacón, Antonio (1869–1929), spanischer Flamenco-Sänger
- Chacon, Augustine (1861–1902), mexikanischer Bandit
- Chacon, Bobby (1951–2016), US-amerikanischer Boxer
- Chacón, Carme (1971–2017), spanische Politikerin der Partit dels Socialistes de Catalunya (PSC)Carme Chacón (1971–2017)

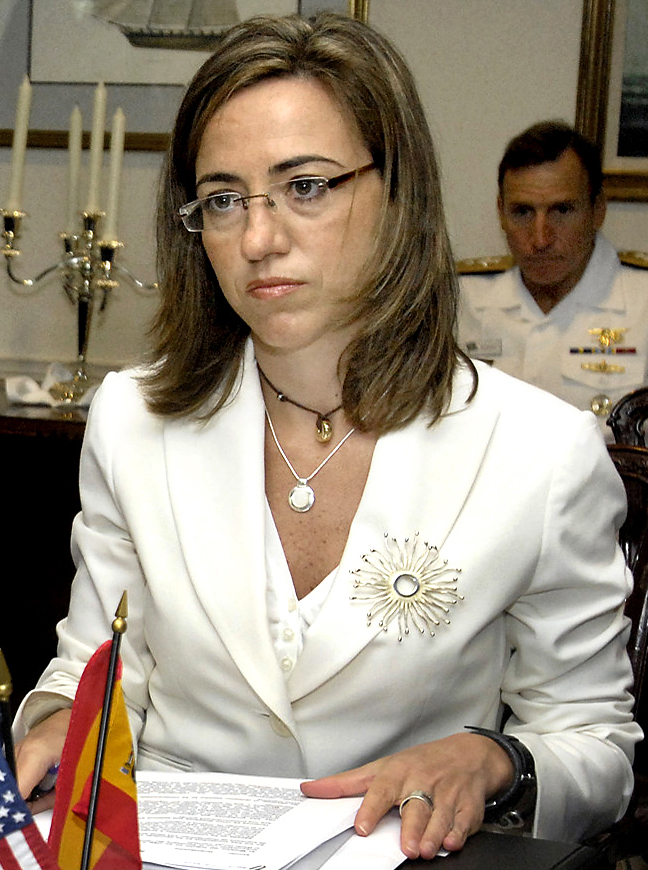
Carme Chacón (1971–2017)

- Chacón, Daniel (* 2001), costa-ricanischer Fußballspieler
- Chacón, Dulce (1954–2003), spanische Schriftstellerin
- Chacon, Eddie (* 1963), US-amerikanischer Sänger
- Chacón, Estefany (* 1997), venezolanische Speerwerferin
- Chacón, Fidel (* 1980), kolumbianischer Radrennfahrer
- Chacón, Franklin (* 1979), venezolanischer Radrennfahrer
- Chacón, Geraldine (* 1993), venezolanische Rechtsanwältin mit einem Schwerpunkt auf Menschenrechten und Studentin der Liberal Studies an der Universidad Metropolitana in Caracas
- Chacón, Iris (* 1950), puerto-ricanische Tänzerin, Sängerin und Entertainerin
- Chacón, Ivonne (* 1997), kolumbianische Fußballspielerin
- Chacón, Javier (* 1985), spanischer Radrennfahrer
- Chacón, José (* 1977), venezolanischer Radrennfahrer
- Chacón, José María (1749–1833), spanischer Konteradmiral, Gouverneur von Trinidad
- Chacón, Mariandre (* 2004), guatemaltekische Sprinterin
- Chacón, Miguel (* 1983), venezolanischer Radrennfahrer
- Chacon, Morgan (* 2000), US-amerikanische Beachvolleyballspielerin
- Chacón, Pablo (* 1975), argentinischer Boxer
- Chacón, Pedro (1526–1581), spanischer Gelehrter
- Chacon, Raven (* 1977), amerikanischer Komponist und Installationskünstler
- Chacón, René (1960–2016), deutscher Künstler
- Chacón, Soledad Chávez (1892–1936), US-amerikanische Politikerin
- Chacon, Vamireh (* 1934), brasilianischer Politikwissenschaftler, Forscher und Hochschullehrer
- Chacornac, Jean (1823–1873), französischer Astronom
- Chacorowski, José Carlos (* 1956), brasilianischer Ordensgeistlicher, römisch-katholischer Bischof von Caraguatatuba
- Chacour, Elias (* 1939), israelisch-arabischer griechisch-katholischer Erzbischof